# Crella triplex
Crella triplex är en svampdjursart som först beskrevs av Koltun 1970.  Crella triplex ingår i släktet Crella och familjen Crellidae. Inga underarter finns listade i Catalogue of Life.